# Jabung (Laren)
Jabung is een bestuurslaag in het regentschap Lamongan van de provincie Oost-Java, Indonesië. Jabung telt 1171 inwoners (volkstelling 2010).